# Bernard Cahier
Bernard Félix Cahier (Marsella; 20 de junio de 1927-Thonon-les-Bains; 10 de julio de 2008) fue un periodista y fotógrafo francés. Figura del paddock de Fórmula 1 de los años 1950, 1960 y 1970, sus fotografías ilustran la mayoría de las obras de referencia sobre la historia de la categoría.

## Biografía
Nacido en Marsella, hijo de un militar, Bernard Cahier se unió a la resistencia en 1944 cuando sólo tenía 17 años. Tras la liberación, se unió a la Segunda División Blindada del General Leclerc en la que está a cargo de la remoción de minas.
Luego parte para continuar sus estudios en la Universidad de California en Los Ángeles, donde conoce a Joan, quien se convertiría en su esposa. Apasionado del automovilismo, estableció contactos con la comunidad de carreras de California y trabajó para el importador Roger Barlow, donde se codeó con futuras estrellas de la Fórmula 1 como Phil Hill y Richie Ginther. También dio sus primeros pasos como piloto al volante de un MG, sin tener éxito.
Cahier regresó a Francia en 1952. A finales de año, por encargo de una publicación estadounidense, realizó su primer reportaje sobre la Fórmula 1 con motivo del Gran Premio de Italia. En una época en la que la F1 estaba lejos de tener la repercusión mediática que tendría después y en la que los seguidores habituales de la categoría eran escasos, Bernard Cahier no perdió el tiempo en simpatizar con los grandes nombres de la disciplina. Además de su trabajo como fotógrafo, ampliamente aclamado, se convirtió en actor detrás de escena.
En los años 1960 y 1970, Cahier rápidamente se hizo inseparable de la gorra azul marino con los colores de la marca Akron que siempre llevaba. En esta función de relaciones públicas, también se le atribuye a menudo una innovación histórica en los paddocks: las caravanas de hostelería o las autocaravanas. Este importante lugar en los paddocks de la F1 le valió para aparecer regularmente, al igual que su hija Michèle, en episodios de la historieta Michel Vaillant e incluso en la película Grand Prix de John Frankenheimer, donde se interpreta a sí mismo junto a su esposa e hija.
En 1967 ganó la Targa Florio con un Porsche 911 S (2L, a una vuelta del vencedor y séptimo en la general con Jean-Claude Killy); Anteriormente había ganado esta misma categoría al final de la edición de 1960, con un Deutsch-Bonnet HBR Coupé junto a Gérard Laureau, él mismo ganador múltiple de la categoría de 750 cm3 (pero también de 850 cm3 y 1L) en Le Mans, Sebing y Nürburgring.
A partir de 1968, contribuyó al desarrollo de la profesión de fotógrafo de deportes de motor, creando la International Racing Press Association, un sindicato de fotógrafos de Grandes Premios destinado a facilitar las condiciones para ejercer la profesión.
A principios de los años 1980, tras la no renovación de su contrato con Goodyear y el deterioro de las condiciones de ejercicio de su trabajo, prefirió poner fin a su actividad en la Fórmula 1 y cedió su lugar a su hijo Paul-Henri, quien a su vez se convertiría en uno de los fotógrafos más reconocidos de la F1.

## Filmografía
| Año  | Título     | Papel    |
| ---- | ---------- | -------- |
| 1966 | Grand Prix | Él mismo |